# Gary Walsh
Gary Walsh (Wigan, 21 marzo 1968) è un ex calciatore inglese, di ruolo portiere.

## Palmarès

### Competizione nazionali
- Campionato inglese: 2

Manchester United: 1992-1993, 1993-1994

### Competizione internazionali
- Coppa UEFA: 1

Manchester United: 1991
- Supercoppa UEFA: 1

Manchester United: 1991